# Roger Gnoan M'Bala
Roger Gnoan M'Bala (Grand-Bassam, 1943 – Abidjan, 10 luglio 2023) è stato un regista e sceneggiatore ivoriano.

## Biografia
Nato a Grand-Bassam, in Costa d'Avorio, Roger Gnoan M'Bala fece i suoi studi al Conservatorio Indipendente del Cinema Francese, proseguendoli in seguito in Svezia. Dal 1968 al 1978 ha lavorato prima come assistente alla regia e poi come regista per la radio e la tv della Costa d'Avorio. Qui, firma svariati programmi sportivi e di varietà.
Nel 1972, un suo cortometraggio, Amanie, vinse alle Giornate cinematografiche di Cartagine il Tanit d'argento. Nel 1984, dirige il suo primo lungometraggio, Ablakon. Con Nel nome di Cristo, che risale al 1993, il suo nome viene conosciuto internazionalmente quando il film ottiene il premio giovani al Festival di Locarno e il Gran Premio Yennenga al Fespaco, in Burkina Faso.

## Filmografia

### Regista
- Amanie (1972)
- Le Chapeau
- Ablakon (1986)
- Bouka (1988)
- Nel nome di Cristo (Au nom du Christ) (1993)
- Adanggaman (2000)
- Le Peuple Niambwa (2009)
- Le Dipri (2009)

### Sceneggiatore
- Adanggaman, regia di Roger Gnoan M'Bala (2000)